# Hans-Peter Dürr
Hans-Peter Dürr (Stuttgart, 7 de octubre de 1929 - 
Munich, 18 de mayo de 2014) fue un físico alemán. Aparte de sus investigaciones en física nuclear y cuántica, las partículas elementales y la gravitación, la epistemología y la filosofía, abogó por las políticas científicas y energéticas responsables.

## Biografía
Nacido en Stuttgart, estudió física en la Universidad de Stuttgart donde obtuvo el diploma en 1953. Realizó el doctorado en la Universidad de California, Berkeley en 1956, bajo la supervisión de Edward Teller, con una disertación sobre física nuclear teórica.
En 1962 fue profesor invitado en Berkeley, California y Madrás, India.
Entre 1958 y 1976, colaboró con Werner Heisenberg en el proyecto de Heisenberg para intentar una teoría de campo unificado de partículas elementales.
Desde 1978 a 1992 fue director ejecutivo del Instituto Max Planck de Física y Astrofísica en Múnich en diversos periodos. Fue director ejecutivo de Vice en el Instituto Max Planck de Física (Werner Heisenberg-Instituto) en los entre 1972-1977, 1981-1986 y 1993-1995. Hasta 1997 fue profesor de física en la Universidad Ludwig Maximilian de Múnich, Alemania.

## Activismo
De 1985 a 1991 formó parte del Consejo de Greenpeace Alemania.
Dürr fue uno de los principales críticos de la Iniciativa de Defensa Estratégica de EE. UU. (SDI), también conocida como Star Wars.
En 1986, Dürr propuso una Iniciativa de Paz Mundial, en una escala similar a la SDI, para resolver problemas ambientales y lograr la justicia social y la paz, más tarde nombrada como Global Challenges Network, por lo que recibió el Premio Right Livelihood.
Fue miembro del Club de Roma y formó parte del comité científico de la Academia Internacional de Estudios del Futuro de Viena (Vienna Internationale Akademie für Zukunftsfragen en alemán), defendiendo el desarrollo sostenible, equitativo y viable, fomentando la eficiencia y la suficiencia energética como punto de partida. Fue miembro fundador de la Asociación para la Economía Ecológica en Alemania (Vereinigung für Ökologische Ökonomie en alemán).
En 2001, Hans-Peter Dürr, junto con catorce ganadores del Premio Right Livelihood o del Premio Goldman, solicitó al Congreso mexicano el reconocimiento constitucional de los pueblos indígenas y sus derechos en México, insistiendo “en su papel en el desarrollo y conservación de los recursos naturales y culturales”.
En 2005, Hans-Peter Dürr, junto con otros doce premios Right Livelihood, firmaron la solicitud a Paul Bremer para la derogación del Artículo 81 que "tiene como objetivo evitar que los agricultores iraquíes utilicen sus antiguas variedades de semillas y cultivos, y obligarlos a depender de la empresa que patentó las semillas genéticamente modificadas. Porque las variedades tradicionales de cultivos en Irak, que han evolucionado durante miles de años, no son sólo la herencia de los campesinos iraquíes, sino que son la herencia del mundo”.
Desde 2006 hasta su muerte, fue consejero fundador en el Consejo para el futuro del mundo (World Future Council en inglés)

## Reconocimientos y premios
- 1956: Premio al Mérito por la delegación en Oakland La Cruz Roja Nacional Estadounidense.[13]
- 1975: elegido miembro de la Leopoldina.
- 1987: Premio Right Livelihood (llamado “Premio Nobel Alternativo”)[5]
- En 2002 fue investido doctor honoris causa por la Universidad Carl von Ossietzky de Oldenburg.[14]
- En 2004 recibió la Gran Cruz de la Orden del Mérito de la República Federal de Alemania.[12]